# Diegoglossidium
Diegoglossidium es un género monotípico de gusano plano (tremátodo) parásito de la familia Alloglossidiidae. El género fue descripto en el 2022 a partir de especímenes colectados en el interior del intestino del pez siluriforme Hoplosternum littorale. 
Tanto el nombre del género, como el nombre específico de su especie tipo, Diegoglossidium maradonai, fueron elegidos para honrar al futbolista argentino Diego Maradona. 

## Descripción
Hasta la actualidad, la descripción del género está basada en la única especie que engloba, Diegoglossidium maradonai. Como los demás miembros de la familia, Diegoglossidium tiene el cuerpo alargado sin espinas tegumentales. Presenta dos ventosas, una ventosa oral redondeada y de ubicación subterminal y una ventosa ventral también redondeada en la mitad del cuerpo del doble de tamaño que la ventosa oral. El sistema digestivo se caracteriza por una pre-faringe corta, una faringe bien desarrollada, un esófago corto y un intestino ciego bifurcado que termina en la parte posterior del cuerpo. Estos gusanos son hermafroditas, con aparato reproductor masculino compuesto de dos testículos ovalados en la parte posterior del cuerpo y un sistema reproductor femenino compuesto de un ovario lobulado en la parte media del cuerpo y un útero alargado que ocupa la parte posterior del cuerpo. El gonoporo se ubican en la parte anterior y lateral a la ventosa ventral.   

## Biología
Parásitos intestinales de peces de agua dulce.

## Etimología
El género fue nombrado en honor a Diego Maradona, futbolista argentino.

El nuevo género es nombrado en honor a Diego Maradona, el jugador de futbol argentino más grande, por la alegría que trajo a la gente sin importar su nacionalidad
Matín M. Montes, et al